# ATP-toernooi van Mumbai
Het ATP-toernooi van Mumbai was een tennistoernooi voor mannen dat in 2006 en 2007 gehouden werd. De licentie was overgenomen van Ho Chi Minhstad en in 2008 verhuisde het toernooi naar Bangalore, waar het echter nooit is gespeeld vanwege veiligheidsredenen.

## Finales

### Enkelspel
| Jaar | Winnaar           | Finalist       | Score            | Details |
| ---- | ----------------- | -------------- | ---------------- | ------- |
| 2007 | Richard Gasquet   | Olivier Rochus | 6-3, 6-4         | Details |
| 2006 | Dmitri Toersoenov | Tomáš Berdych  | 6-3, 3-6, 7-6(5) | Details |

### Dubbelspel
| Jaar | Winnaars                         | Finalisten                         | Score             |
| ---- | -------------------------------- | ---------------------------------- | ----------------- |
| 2007 | Robert Lindstedt Jarkko Nieminen | Rohan Bopanna Aisam-ul-Haq Qureshi | 7-6(3), 7-6(5)    |
| 2006 | Mario Ančić Mahesh Bhupathi      | Rohan Bopanna Mustafa Ghouse       | 6-4, 6-7(6), 10-8 |

2006 · 2007
 Shanghai (1996-2004) →  Ho Chi Minhstad (2005) →  Mumbai (2006-2007)
ITF-toernooien (mannen en vrouwen)

ATP-toernooien (mannen) – ATP-seizoen 2025

WTA-toernooien (vrouwen) – WTA-seizoen 2025

Voormalige toernooien mannen
Voormalige toernooien vrouwen
Voormalige amateurtoernooien